# Пам'ятки історії Великобагачанського району
У Великобагачанському районі Полтавської області нараховується 44 пам'ятки історії.
| #  | назва                                                                                          | адреса                                                    | роки події                 | роки встановлення | автор                                                | матеріали                  | розміри                          | рішення                                                                       |  |
| -- | ---------------------------------------------------------------------------------------------- | --------------------------------------------------------- | -------------------------- | ----------------- | ---------------------------------------------------- | -------------------------- | -------------------------------- | ----------------------------------------------------------------------------- |  |
| 1  | Братська могила радянських воїнів, партизанів, пам'ятник землякам                              | смт В.Багачка, вул. Леніна, біля готелю                   | 1943                       | 1957              | ск. О. Г. Щербина                                    | залізобетон, цегла оштук.  | вис. ск. — 2,0 м, пост. — 2,5 м  |                                                                               |  |
| 2  | Братська могила радянських воїнів                                                              | смт В.Багачка, кладовище                                  | 1943                       | 1967              | Харківський скульптурний комбінат                    | обеліск — цегла оштук.     | вис. 2,4 м                       | –                                                                             |  |
| 3  | Братська могила учасників встановлення радянської влади                                        | смт В.Багачка                                             | 1919, 1920                 | 1950              | Місцеві майстри                                      | обеліск — цегла оштук.     | вис. 2,4 м                       | –                                                                             |  |
| 4  | Могила українського кобзаря Ф. Д. Кушнерика                                                    | смт В.Багачка, кладовище                                  | 1875–1941                  | 1975              | Місцеві майстри                                      | обеліск — залізобетон      | вис. 2,5 м                       | Постанова Президії Союзу письменників України, 1955.                          |  |
| 5  | Меморіальна дошка на честь Героя Радянського Союзу І. І. Шепеля                                | смт В.Багачка, школа                                      | 1906–1968                  | 1978              | Полтавські реставраційні майстерні                   | граніт                     | 1,2 х 0,8 м                      | Постанова обкому партії і облвиконкому № 20 від 14.03.1975 р.                 |  |
| 6  | Меморіальна дошка на честь лікаря В. П. Чекалової                                              | смт В.Багачка, вул. Леніна, райлікарня                    | 1886–1919                  | 1984              | Місцеві майстри                                      | сірий граніт               | 1,0 х 0,6 м                      | –                                                                             |  |
| 7  | Братська могила радянських воїнів, пам'ятник землякам                                          | с. Багачка Перша, центр                                   | 1943, 1941—1945            | 1957              | Харківський скульптурний комбінат                    | залізобетон, цегла оштук.  | вис. ск. — 2,9 м, пост. — 5,0 м  |                                                                               |  |
| 8  | Братська могила радянських воїнів, партизанів з'єднання генерала Наумова                       | с. Байрак, біля клубу                                     | лютий 1943                 | 1957              | ск. О. Г. Савельєв                                   | залізобетон, цегла оштук.  | вис. ск. — 2,5 м, пост. — 3,0 м  |                                                                               |  |
| 9  | Братська могила радянських воїнів, пам'ятник землякам                                          | с. Балаклія, північна околиця                             | 1943, 1941—1945            | 1957              | Харківський скульптурний комбінат                    | залізобетон, цегла оштук.  | вис. ск. — 2,9 м, пост. — 2,1 м  |                                                                               |  |
| 10 | Братська могила партизанів                                                                     | с. Бутова Долина, біля клубу                              | 1943                       | 1957              | Харківський скульптурний комбінат                    | залізобетон, цегла оштук.  | вис. ск. — 2,9 м,                | Постанова Великобагачанського райвиконкому № 7 від 15.02.1957 р.пост. — 2,5 м |  |
| 11 | Братська могила партизанів, пам'ятник землякам                                                 | смт Гоголеве, залізничний вокзал, на площі                | 1943, 1941—1945            | 1957              | Харківський скульптурний комбінат                    | залізобетон, цегла оштук.  | вис. ск. — 2,9 м, пост. — 3,6 м  |                                                                               |  |
| 12 | Братська могила радянських воїнів, партизанів, пам'ятник землякам                              | с. Довгалівка, на розвилці доріг Довгалівка–Красногорівка | 1943,1941–1945             | 1957              | ск. О. Г. Щербина                                    | залізобетон, цегла оштук.  | вис. ск. — 2,6 м, пост. — 3,0 м  | Постанова Великобагачанського райвиконкому № 7 від 15.02.1957 р.              |  |
| 13 | Могила воїна І. М. Новікова                                                                    | с. Довгалівка, садиба Нестерен-                           | 1943                       | 1985              | Місцеві майстри                                      | обеліск — мармурова крихта | вис. 1,25 м                      | –                                                                             |  |
|    |                                                                                                | ка І. С.                                                  |                            |                   |                                                      |                            |                                  |                                                                               |  |
| 14 | Братська могила партизанів                                                                     | с. Затін, біля клубу                                      | 1942                       | 1968              | Місцеві майстри                                      | обеліск — залізобетон      | вис. 2,0 м                       | –                                                                             |  |
| 15 | Братська могила радянських воїнів, пам'ятник землякам                                          | с. Семенівка, біля клубу                                  | 1943, 1941—1945            | 1957              | Харківський скульптурний комбінат                    | залізобетон, цегла оштук.  | вис. ск. — 3,0 м, пост. — 2,5 м  |                                                                               |  |
| 16 | Братська могила радянських воїнів, пам'ятник землякам                                          | с. Степанівка, центр                                      | 1943, 1941—1945            | 1957              | ск. О. Г. Щербина                                    | залізобетон, цегла оштук.  | вис. ск. — 2,6 м, пост. — 2,9 м  |                                                                               |  |
| 17 | Дві групи могил:                                                                               | с. Білоцерківка, північна околиця                         |                            |                   |                                                      |                            |                                  |                                                                               |  |
| -  | братська могила учасників встановлення радянської влади, радянських воїнів, пам'ятник землякам |                                                           | 1920–1921, 1943, 1941—1945 | 1957              | Харківський скульптурний комбінат                    |                            | вис. ск. — 2,9 м, пост. — 4,5 м  |                                                                               |  |
| -  | могила комісара танкового батальйону М. С. Черних                                              |                                                           | 1909–1941                  |                   |                                                      |                            | вис. 2,5 м                       | –                                                                             |  |
| 18 | Братська могила радянських воїнів, партизанів, пам'ятник землякам                              | с. Бірки, біля клубу                                      | 1943, 1941—1945            | 1957              | Харківський скульптурний комбінат                    |                            | вис. ск. — 2,9 м, пост. — 4,3 м  |                                                                               |  |
| 19 | Меморіальна дошка на честь Героя Радянського Союзу С. І. Срібного                              | с. Бірки, клуб                                            | 1916–1944                  | 1978              | Полтавські реставраційні майстерні                   |                            | 1,2 х 0,8 м                      | Постанова обкому партії і облвиконкому № 20 від 14.03.1975 р.                 |  |
| 20 | Братська могила радянських воїнів, пам'ятник землякам                                          | с. Красногорівка, біля траси Київ–Полтава                 | 1943, 1941—1945            | 1958              | Харківський скульптурний комбінат                    |                            | вис. ск. — 2,9 м, пост. — 2,15 м |                                                                               |  |
| 21 | Братська могила радянського воїна, пам'ятник землякам                                          | с. Корнієнки, біля клубу                                  | 1943, 1941—1945            | 1959              | ск. О. Г. Щербина                                    |                            | вис. ск. — 2,6 м, пост. — 3,0 м  |                                                                               |  |
| 22 | Пам'ятник полеглим воїнам-односельчанам                                                        | с. Мостовівщина, біля клубу                               | 1941–1945                  | 1966              | Київські виробничо-художні майстерні                 |                            | вис. 4,3 м                       | –                                                                             |  |
| 23 | Братська могила радянського воїна, пам'ятник полеглим воїнам-односельчанам                     | с. Кротівщина, біля клубу                                 | 1943, 1941—1945            | 1957              | Харківський скульптурний комбінат                    |                            | вис. ск. — 2,9 м,                | –                                                                             |  |
| 24 | Колишня садиба Лук'яновича, де жив Т. Г. Шевченко в 1845 р.: будинок, комора, дуб              | с. Мар'янське                                             | 1845                       | дошка — 1955      |                                                      |                            | пл. 1000 м², комора — 180 кв. м  | –                                                                             |  |
| 25 | Братська могила радянських воїнів, пам'ятний знак полеглим воїнам-односельчанам                | с. Михайлівка, біля клубу                                 | 1943, 1941—1945            | 1958              | Харківський скульптурний комбінат                    |                            | вис. ск. — 2,9 м, пост. — 4,6 м  |                                                                               |  |
| 26 | Могила комсомольця-комунара Я. А. Федоряки                                                     | с. Матяшівка, кладовище                                   | 1898–1920                  | 1967              | Місцеві майстри                                      |                            | вис. 1,8 м.                      | –                                                                             |  |
| 27 | Братська могила радянських воїнів, партизанів, пам'ятний знак полеглим воїнам-односельчанам    | с. Матяшівка, меморіальний комплекс                       | 1943, 1941—1945            | 1957              | Харківський скульптурний комбінат                    |                            | вис. ск. — 2,9 м, пост. — 2,65 м |                                                                               |  |
| 28 | Братська могила радянських воїнів, партизанів, пам'ятний знак полеглим воїнам-односельчанам    | с. Остап'є, меморіальний комплекс                         | 1943, 1941—1945            | 1957              | Харківський скульптурний комбінат                    |                            | вис. ск. — 2,9 м, пост. — 1,65 м |                                                                               |  |
| 29 | Братська могила партизанів, пам'ятний знак полеглим воїнам-односельчанам                       | с. Поділ, меморіальний комплекс                           | 1943, 1941—1945            | 1957              | Харківський скульптурний комбінат                    |                            | вис. ск. — 2,9 м, пост. — 4,5 м  |                                                                               |  |
| 30 | Могила партизанки-розвідниці Марії Маленко                                                     | с. Краснюки, садиба батьків                               | 1921–1943                  | 1986              | Місцеві майстри                                      |                            | вис. 1,75 м                      | –                                                                             |  |
| 31 | Братська могила радянських воїнів, партизанів, пам'ятний знак полеглим воїнам-односельчанам    | с. Огирівка, меморіальний комплекс                        | 1943, 1941—1945            | 1956              | ск. О. Г. Савельєв                                   |                            | вис. ск. — 3,0 м, пост. — 3,2 м  | Постанова Великобагачанського райвиконкому № 10 від 10.02.1956 р.             |  |
| 32 | Братська могила радянських воїнів, пам'ятний знак полеглим воїнам-односельчанам                | с. Радивонівка, біля школи                                | 1943, 1941—1945            | 1957              | Київські художньо-виробничі майстерні                |                            | вис. ск. — 2,6 м, пост. — 3,3 м  |                                                                               |  |
| 33 | Братська могила радянських воїнів, пам'ятний знак полеглим воїнам-односельчанам                | с. Рокитне, біля клубу                                    | 1943, 1941—1945            | 1957              | Харківський скульптурний комбінат                    |                            | вис. ск. — 3,0 м, пост. — 2,6 м  |                                                                               |  |
| 34 | Братська могила радянських воїнів, пам'ятний знак полеглим воїнам-односельчанам                | с. Кравченки, біля клубу                                  | 1943, 1941—1945            | 1957              | Харківський скульптурний комбінат                    |                            | вис. ск. — 2,9 м, пост. — 3,0 м  |                                                                               |  |
| 35 | Братська могила радянських воїнів, партизанів, пам'ятний знак воїнам-односельчанам             | с. Устивиця, біля клубу                                   | 1943, 1941—1945            | 1959              | Харківський скульптурний комбінат                    |                            | вис. ск. — 2,9 м, пост. — 4,9 м  |                                                                               |  |
| 36 | Братська могила радянських воїнів, партизанів, пам'ятний знак полеглим воїнам-односельчанам    | с. Широка Долина, біля клубу                              | 1943, 1941—1945            | 1957              | ск. О. О. Супрун                                     |                            | вис. ск. — 2,35 м, пост. — 1,6 м |                                                                               |  |
| 37 | Братська могила учасників встановлення радянської влади                                        | с. Бехтерщина, кладовище                                  | 1919                       | 1984              | Місцеві майстри                                      |                            | вис. 1,45 м                      | –                                                                             |  |
| 38 | Пам'ятний знак воїнам-односельчанам, полеглим у роки ВВВ                                       | с. Бехтерщина, кладовище                                  |                            |                   |                                                      |                            |                                  |                                                                               |  |
| 39 | Братська могила радянських воїнів, пам'ятний знак полеглим воїнам-односельчанам                | с. Балюки, біля клубу                                     | 1943, 1941—1945            | 1957              | Харківський скульптурний комбінат                    |                            | вис. ск. — 2,9 м, пост. — 4,0 м  |                                                                               |  |
| 40 | Могила радянського воїна                                                                       | с. Широке, кладовище                                      | 1943                       | 1960              | Місцеві майстри                                      |                            | вис. 1,0 м                       | –                                                                             |  |
| 41 | Братська могила радянських воїнів, пам'ятник землякам                                          | с. Михайлівка, центр                                      | 1943, 1941—1945            | 1958              | Харківський скульптурний комбінат                    |                            | вис. ск. — 2,9 м, пост. — 4,3 м  |                                                                               |  |
| 42 | Могила радянського воїна                                                                       | с. Широке, кладовище                                      |                            |                   |                                                      |                            |                                  |                                                                               |  |
| 43 | Пам'ятний знак воїнам-односельчанам, полеглим у роки ВВВ                                       | с. Широке, кладовище                                      | 1941–1945                  | 1979              | Комбінат комунальних підприємств Полтавського району |                            | вис. 1,65 м                      | –                                                                             |  |
| 44 | Пам'ятний знак воїнам-односельчанам                                                            | с. Якимове, центр                                         | 1941–1945                  | 1975              | Полтавські художньо-виробничі майстерні              |                            | вис. 5,0 м; 1,75 м               | –                                                                             |  |